# Casa Assan
Casa Assan, ridicată în anii 1906-1914, se găsește în București în Piața Lahovari nr. 9, sector 1 (care are în centru Statuia lui Alexandru Lahovari). A fost comanditată de inginerul și industriașul Bazil G. Assan și ridicată în stil neoclasic francez de arhitectul român Ion D. Berindey.
Clădirea a intrat în patrimoniul Academiei Române și din 1945 a devenit Casa Oamenilor de Știință. Înainte de 1989 aici a funcționat  restaurantul Parcul Trandafirilor.
Deși intrarea principală pare a fi cea dinspre Piața Lahovari, în realitate curtea din spate ascunde o scară monumentală din piatră ce leagă un spațiu verde amenajat de clădirea în care există o serie de încăperi maiestoase cu denumiri semnificative: Salonul Oglinzilor și Candelabrelor, Sala de Șah, Sala Zodiac, luminată printr-un amplu vitraliu cu toate semnele zodiacale, Sala de Consiliu ori Sala Edison.
În prezent, este declarată monument istoric și înscrisă în Lista monumentelor istorice din București, sector 1 cu cod LMI B-II-m-B-19009 sub titulatura „Casa Assan", azi ,,Casa Oamenilor de Știință”.

## Galerie

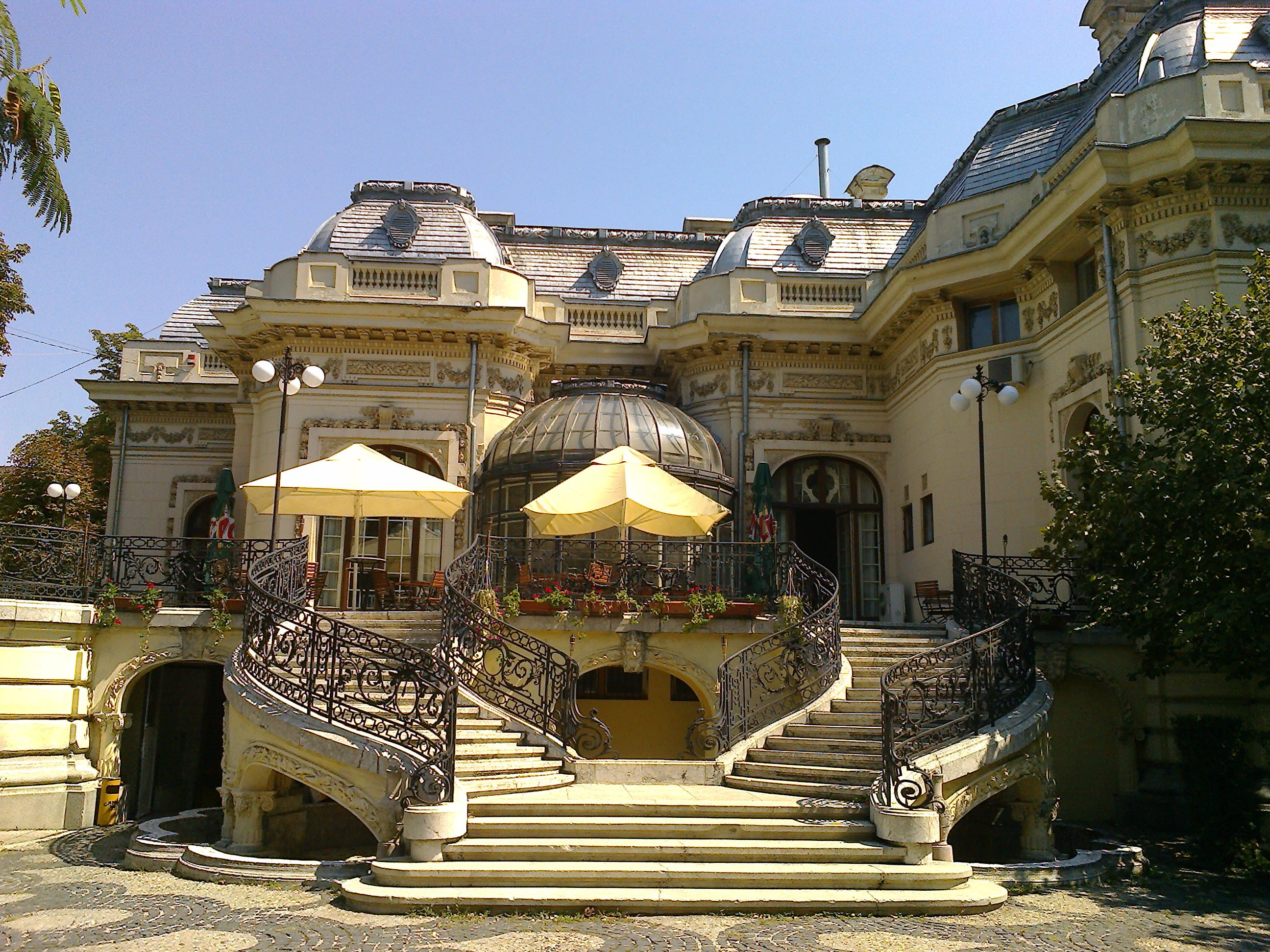
Spatele casei
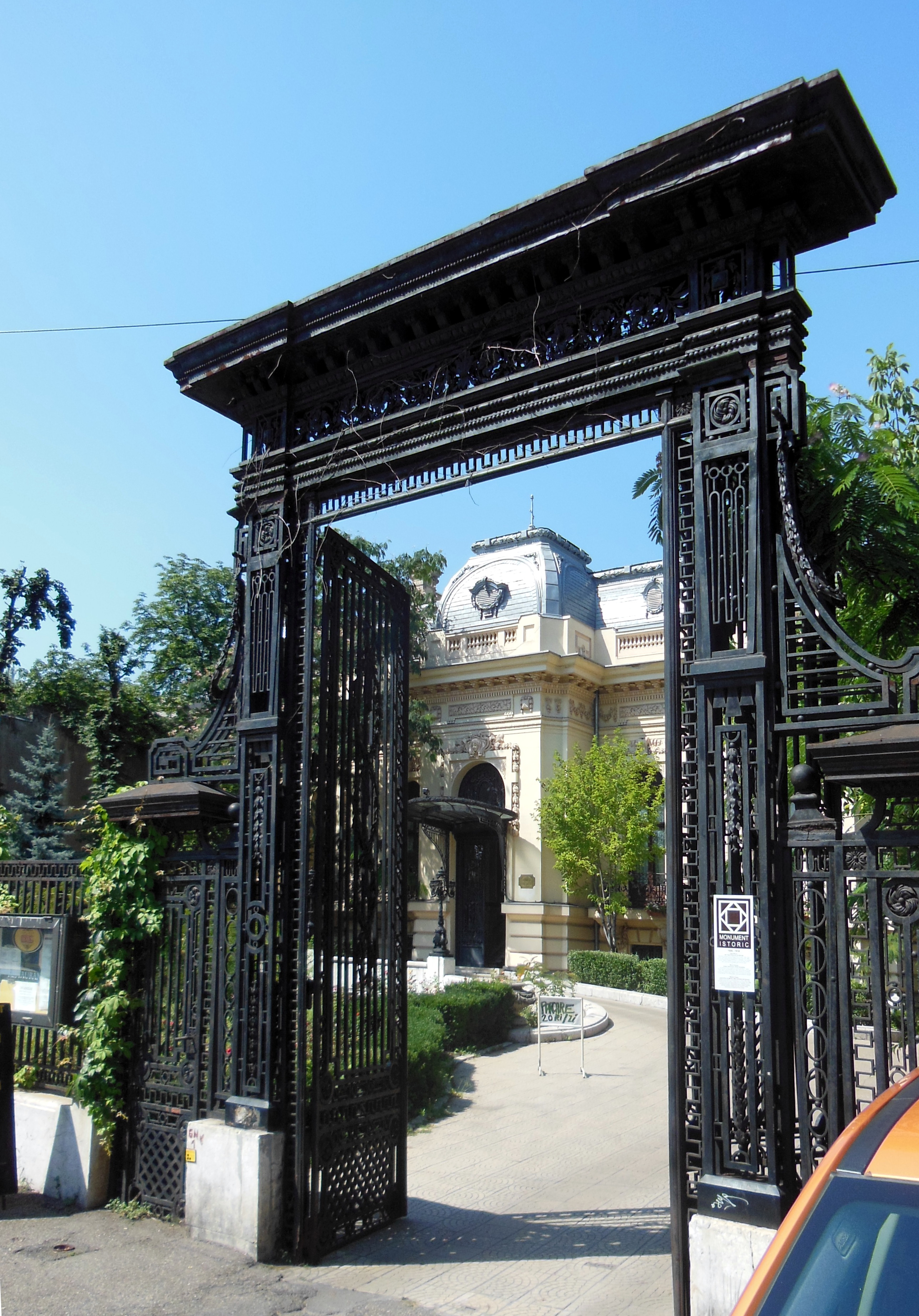
Una dintre porțile casei